# Szent Miklós-fatemplom (Frinkfalva)
A frinkfalvi Szent Miklós-fatemplom műemlékké nyilvánított épület Romániában, Máramaros megyében. A romániai műemlékek jegyzékében az  MM-II-m-A-04577 sorszámon szerepel.